# الدورة التاسعة والستين للجمعية العامة للأمم المتحدة
الدورة التاسعة والستين للجمعية العامة للأمم المتحدة انعقدت في 16 سبتمبر 2014. وقد تم اختيار رئيس الجمعية العامة للأمم المتحدة من المجموعة الأفريقية من أوغندا وهو سام كوتيسا كونه مرشح بالإجماع بالمجلس التنفيذي للاتحاد الأفريقي، وبالتالي لم يحتاج للانتخابات لاختياره.

## التنظيم

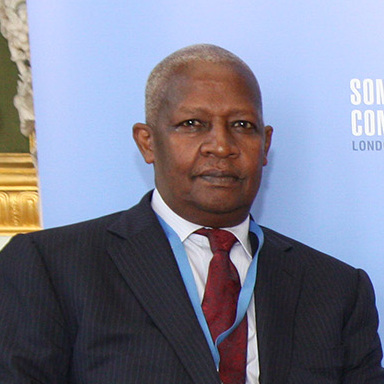
سام كوتيسا.

في 2 مايو 2013، صوّت المجلس التنفيذي للاتحاد الأفريقي بالإجماع أن يكون وزير الخارجية الأوغندي سام كوتيسا رئيساً للجمعية العامة للأمم المتحدة، وذلك بعد انسحاب وزير الخارجية الكاميروني بيار موكوكو، وبالتالي فاز بالتزكية دون انتخابات. انتخب رسمياً كرئيساً للجمعية العامة للأمم المتحدة يوم 11 يونيو 2014.
بحسب التقليد المتبع في دورات الجمعية العامة، أجرى الأمين العام بان كي مون قرعة لمعرفة أي دولة عضو سترأس أول مقعد في قاعة الجمعية العامة، والدول الأعضاء الأخرى ستتبعها وفقا للترجمة الإنجليزية للأسماء، ويتم اتباع نفس الترتيب في اللجان الرئيسية الست.
يوم 11 يونيو عام 2014، دعا الأمين العام بان كي مون كثير من الدول لاختيار الدولة العضو التي ستشغل المقعد الأول في قاعة الجمعية العامة خلال الدورة التاسعة والستين للجمعية العامة، وقد تم اختيار كوبا. بعد ذلك يتم تعيين الدول الأعضاء بحسب الترتيب الأبجدي لأسمائهم في اللغة الإنجليزية بشرط ان تكون تالية لكوبا. كما يتم انتخاب الرئيس ومكاتب اللجان الرئيسية الست: اللجنة الأولى (لجنة نزع السلاح والأمن الدولي)، اللجنة الثانية (اللجنة الاقتصادية والمالية). اللجنة الثالثة (الاجتماعية والإنسانية واللجنة الثقافية). اللجنة الرابعة (لجنة المسائل السياسية الخاصة). اللجنة الخامسة (لجنة الإدارة والميزانية). واللجنة السادسة (اللجنة القانونية). كذلك كان هناك تسع عشرة نائب للرئيس الجمعية العامة للأمم المتحدة.